# Gene Guglielmi
Pour les articles homonymes, voir Guglielmi.
Gene Guglielmi (né le 17 avril 1947 à San Salvatore Monferrato) est un chanteur italien.

## Biographie

### Période beat

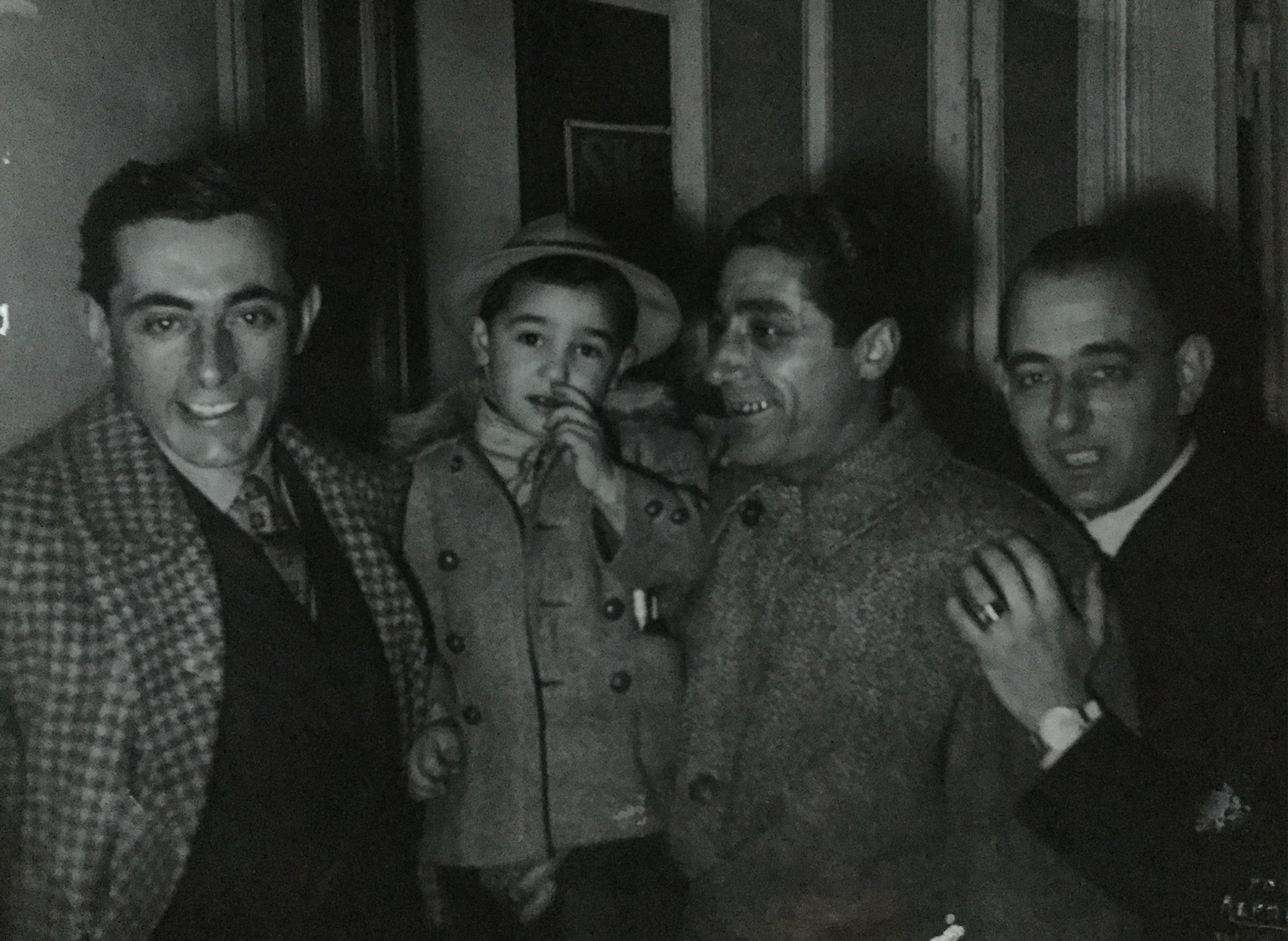
Alighiero Guglielmi, avec Fausto Coppi et le petit Gene en 1951.

Fils du marcheur Alighiero Guglielmi, il s'installe avec sa famille d'abord à Alexandrie, puis à Calolziocorte, dans la province de Lecco, où il termine ses études et aborde la musique à l'adolescence. En 1955, il est confirmé par le ténor Mario Del Monaco, qui accepte d'être le parrain de l'enfant, en participant avec lui à l'émission Anche oggi è domenica, présentée sur la chaine RAI par Elda Lanza dans les studios milanais de Corso Sempione.
En 1965, après ses premières soirées dans des clubs de la région de Lecco et de Bergame, il participe au Premio Romagna, un festival interrégional de chanteurs de musique légère, et termine à la deuxième place. À cette occasion, il est accompagné par Claudio Golinelli, avec qui il fonde le GK Group à Imola, un groupe qui restera actif pendant une courte période. Le concours de chant de Romagne lui permet de se faire remarquer par certains labels discographiques de Milan par l'intermédiaire du Maestro Giorgio Fallabrino. C'est également à cette époque qu'il a l'occasion de rencontrer Enrico Intra, qui se produit avec Franco Cerri dans le club milanais La Buca d'Este, où il interprète ses premières chansons pendant les pauses du spectacle. Il commence à écrire des chansons inspirées du beat et acquiert une grande visibilité lorsqu'il participe en tant que concurrent, avec toute sa famille selon les règles, à l'émission télévisée Giochi in famiglia, présentée par Mike Bongiorno. Son premier 45 tours est présenté dans de nombreuses émissions de radio et de télévision, dont Settevoci, animée par Pippo Baudo, et remporte un grand succès, notamment avec la chanson I capelli lunghi, qui devient l'une des chansons symboles de l'époque.
Outre sa musique, il se fait connaître par ses célèbres lunettes rondes et, la même année, il reçoit le prix La barchetta d'argento en tant que meilleure personnalité de la télévision de 1966. Son succès est tel que le carnaval de Viareggio lui a même consacré un char masqué en compagnie de Mike Bongiorno. Il apparaît également comme personnage dans quelques histoires photographiques avec Mike Bongiorno et Stefania Careddu et dans des programmes télévisés de la RAI avec Gino Bramieri dans Eccetera Eccetera (1967) avec Raffaella Carrà, où son morceau La luna, le stelle, il mare est diffusé, et dans Scarpette rosa avec Carla Fracci, tous deux dirigés par Vito Molinari.
Le deuxième disque présenté dans l'émission de radio Per voi giovani, animée par Renzo Arbore, est également un succès, en particulier pour E voi, e voi, une reprise de Et moi, et moi de l'auteur-compositeur-interprète français Jacques Dutronc, avec un texte de Guglielmi qui n'est pas une traduction littérale de l'original, ainsi que pour Mini, Mini, participant à nouveau à l'émission Settevoci de Pippo Baudo.
Il poursuit ensuite sa carrière avec d'autres enregistrements dans lesquels il a l'occasion de collaborer avec de grandes figures de la musique pop italienne comme Giorgio Calabrese (qui a écrit les paroles de La luna, le stelle, il mare et Preghiera beat, sur une musique de C.A. Rossi), Alberto Testa, Alceo Guatelli et les auteurs de télévision Gustavo Palazio, Guido Clericetti, Leo Chiosso (qui devient son producteur chez Ri-Fi). Rossi), Alberto Testa, Alceo Guatelli et les auteurs de télévision Gustavo Palazio, Guido Clericetti, Leo Chiosso, Ezio Leoni (qui devient son producteur à Ri-Fi) ainsi que Gianfranco Intra. Il enregistre Il fiore bianco, 100 volti, Il ditone (reprise de You Make Me Real des Doors), Il paese che dico io, Ada : è grande il nostro amor, et Lasciami ballar con te, écrit par Marino Marini. Toujours à l'époque de la production des disques Rifi, il enregistre Angelina, réédité en 1996 sur son propre CD pour Giallo Record, et en 1973 Riccioli sulla fronte de Guatelli-Chiosso, également repris par Giulio Di Dio en 1974.

### Questions
Au milieu des années 1970, il met à profit son diplôme d'architecte et devient professeur d'université, tout en poursuivant son activité artistique, publiant en 1977 le livre Poesie della risacca,.
En 1978, il forme le groupe Questions, composé, outre Guglielmi, de Mauro Ciardi (chanteur ayant enregistré quelques disques sous le nom de Domiziano), du guitariste Albino Puddu et des chanteuses Laura Castagna et Rosy Caruso, qui se consacre au disco (bien que l'on retrouve des influences rock dans de nombreux morceaux, en raison du passé de Puddu).
Avec Questions, il enregistre trois 45 tours pour Fremus (label des frères Franco et Mino Reitano) et pour Durium, remportant le Festival de printemps de la chanson italienne de Riva del Garda en 1981 avec Devil, qui reste leur chanson la plus connue, arrangée par Maurizio Bassi et présentée dans de nombreux programmes télévisés, dont Discoring et Popcorn. Après la séparation du groupe, Guglielmi abandonne l'activité pendant quelques années.

### Retour
Il revient à la musique dans les années 1990, après avoir été redécouvert par la nouvelle vague de groupes beat tels que Gli Avvoltoi (avec lesquels il a enregistré deux reprises de I capelli lunghi et E voi, e voi sur 45 tours en 2008).
Il publie ensuite plusieurs CD de nouvelles chansons pour des labels tels que Giallo Records et Azzurra Music, dont un qu'il produit avec le groupe Larian Potage) ; dans l'album Rinascimento, il met en musique des poèmes célèbres de la littérature italienne des XIVe et XVe siècles (de Ben venga maggio d'Angelo Poliziano à Erano i capei d'oro a l'aura sparsi de Francesco Petrarca). En 1998, il est présenté par Fabio Fazio et Marino Bartoletti dans l'émission Quelli che il calcio sur Rai 2, puis par Paolo Limiti dans l'émission Alle due sur Rai 1. Au cours de la même période, il reprend également son activité sur scène, interprétant d'anciens et de nouveaux succès et se produisant, entre autres, en tant qu'invité à la Festa della Musica de Faenza pour les labels indépendants, et les critiques journalistiques du secteur lui décernent la Targa Cascina Smeralda pour sa carrière, en raison de sa contribution à la popularisation de la musique populaire. Il participe également en tant qu'invité à deux éditions du Beat Festival de Salsomaggiore Terme, la première en 2008 avec Gli Avvoltoi et la seconde en 2011 avec I Tubi Lungimiranti. En 2011, le livre Al di qua e al di là del Beat, écrit avec Umberto, Bultrighini et Claudio Scarpa, est publié par Carabba. En 2012, il participe au talk-show 18 e 20 produit par TV Parma, et animé par Andrea Villani. En 2009, il sort son nouvel album, Le lavandaie di Maggie. En 2015, à l'occasion de la Fête de la musique (XIIe Journée internationale de la collecte de musique) qui se tient à Rome, il reçoit la Targa alla carriera artistica. En 2018, il revient sur le marché du disque avec dix chansons contenues dans le vinyle La vita è un sogno, avec le groupe Gli Avvoltoi (originaire de Bologne), également publié l'année suivante sur CD, contenant la chanson Marta, qui devient un nouveau tube de l'été,.
Son activité artistique se poursuit avec plusieurs tournées, dont When Poetry Becomes Music (2002-2004), On This Side of the Beat (2010-2013) et Renaissance (2013). Sa collaboration avec les Tubi Lungimiranti prend également la forme de plusieurs lectures de poèmes tirés de son livre Poesie della Risacca publié en 1977,. En 2013, il conçoit le festival Rediscovered Beat, pour la ville de Lecco organisé par le centre culturel Aldo Paramatti en collaboration avec l'université Gabriele d'Annunzio de Chieti, à travers une série d'initiatives consacrées à des expositions d'art, des concerts et des rencontres publiques, dont le point culminant est la conférence Rediscovered Beat. En 2016, il s'est produit lors du Beatles Day à Brescia, et en août en tant qu'invité au festival d'été Sanremo Beat au théâtre Ariston. En septembre, il est invité au Festival Beat à Milan, pour le 50e anniversaire du mouvement, en compagnie d'artistes italiens de premier plan. En 2017, il est invité à la première édition du Ancona Beat Festival et en 2018 et 2019, il en sera également le directeur artistique. Toujours en 2018, il participe à Milan, en tant qu'orateur et interprète, à l'événement 50 Years Since 1968. Il se produit en tant qu'invité au Festival Beat di Primavera 2018 d'Alexandrie, recevant une reconnaissance publique de son activité artistique de la part de Mike Stax, célèbre front man de la new beat californienne. En novembre 2018, sous l'égide de l'Archivio Bergamasco, Centro studi e ricerche bibliografiche e documentarie, il est invité au concert Il mondo così non va. Viaggio nel beat bergamasco, organisé à l'Auditorium de Santa Caterina à Bergame En décembre 2019, il est invité à l'émission Il Barone Rosso de Red Ronnie. 
Depuis 2016, il conçoit avec Alvin Alborghetti le programme hebdomadaire Lecco Beat, pour la chaîne en ligne Lecco Channel.

## Discographie

### Albums studio
- 1997 : Ab urbe condita (avec le groupe Potage, Giallo Record)
- 2000 : Cieli di Lombardia (Azzurra Music)
- 2003 : Rinascimento (Giallo Record, deuxième édition en 2016)
- 2008 : Le lavandaie di Maggie (Crotalo-Giallo Record)
- 2018 : La vita è un sogno (en tant que Gene Guglielmi e Gli Avvoltoi, Record-Crotalo)
- 2019 : La vita è un sogno avec bonus, édition vinyle (LM Record-Crotalo)

### Participations
- 2012 : Tubi Lungimiranti - Qui e adesso (Haildon)

### Compilations
- 1996 : 1969 Gene Guglielmi (mini CD, Giallo Record)
- 1998 : Note d'autore (Giallo Record)
- 2005 : Hits 18 (Giallo Record)
- 2008 : Gene Guglielmi (MFF Crotalo)
- 2011 : Al di qua, al di là del beat (split avec I Tubi Lungimiranti, Carabba editore)

### Singles
- 1966 : I capelli lunghi/La luna, le stelle, il mare (JN)
- 1967 : Mini mini mini/E voi e voi e voi (CR)
- 1968 : I Want You for Me/Il paese che dico io (GSC)
- 1970 : Il ditone/Ada: è grande il nostro amor (RFN)
- 1971 : Il fiore bianco/Cento volti (RFN)
- 1972: Devil's Gone/Angelina (Promo Rifi)
- 1973 : Colpa delle fragole/Riccioli sulla fronte/Amo le ragazze di periferia (Promo Rifi)
- 1979 : Truck Driver/Dany Go (avec Questions)
- 1979 : Sons and Lovers/Sons and Lovers (avec Questions, Fremus)
- 1981 : Devil/Darling (avec Questions, Durium)
- 1982 : Tre minuti/Milena (avec Questions)
- 2008 : I capelli lunghi/E voi, e voi, e voi (avec Gli Avvoltoi)

### Splits singles
- 1966 : La luna, le stelle, il mare/I capelli lunghi/Preghiera beat/Quando vedrò (C.A.Rossi editore)
- 1966 : La luna, le stelle, il mare/Quando vedrò, Se tu non fossi qui (Mina), La ballata del cavallo (J. Sentieri) (JB)
- 1966 : I capelli lunghi, La luna le stelle, il mare (avec Salvatore Vinciguerra, Anna Lenzi)
- 1967 : Mini, Mini, Mini (avec I Monelli, J.Sentieri, i Rilevati) (JB)
- 1968 : E voi e voi e voi (avec I Monelli, J.Sentieri, Rossano) (JB)
- 1968 : Mini, Mini, Mini/E voi e voi e voi (C.A.Rossi Editore)

### Participations
- 1993 : Quei favolosi Anni '60 (Fabbri Ed.)
- 1995 : Alto volume 1967-1975 (Giallo Record)
- 1997 : Magic Beatpop Vol.7 (On Sale Music)
- 1998 : '70 Italiana (Dig It International)
- 1998 : Una rotonda d'estate (Le Parc)
- 2011 : Primavera Beat (Il Disco)
- 2012 : Gli Avvoltoi storia di un gruppo ridicolo (Astro)
- 2015 : Una Hofner rosso mefitico. A Speedy Angel con affetto (avec Potage)
- 2017 : Paradise of Garage Comps
- 2020 : Melodie nel 2020, (Crotalo Edizioni Musicali) (contient Marta)